# Eusocialitet
Eusocialitet er en levevis hos dyr, hvor individerne lever i et organiseret, hierarkisk samfund.
Fælles for eusociale dyr er, at forplantningen kun varetages af en eller nogle få individer i samfundet. Flertallet af individer i gruppen forplanter sig ikke. Hos mange eusociale dyr er disses arbejdere sterile og savner forplantningsevne. Altruisme - opofrelse for samfundets skyld - er også vigtigt.
Velkendte eusociale dyr er bier, gedehamse og myrer, som hører til insektordnen årevinger.  Men der findes også enkelte eksempler i andre dyregrupper, som for eksempel nøgenrotten (Heterocephalus glaber) i familien muldvarpegnavere.
| Dyr | Spire Denne artikel om dyr er en spire som bør udbygges. Du er velkommen til at hjælpe Wikipedia ved at udvide den. |